# Alto Zambeze
Alto Zambeze foi um município da província do Moxico, em Angola, com sede na cidade de Cazombo.
Possuía 48 356 km² e cerca de 20 mil habitantes. Era limitado a norte pela República Democrática do Congo, a leste e sul pela República da Zâmbia, e a oeste pelos municípios de Bundas, Moxico, Cameia e Luacano.
O município era constituído pela comuna-sede, correspondente à cidade de Cazombo, e pelas comunas de Nana Candundo, Lumbala Caquengue, Macondo, Caianda, Calunda e Lóvua Leste.
Até 1975 era uma circunscrição administrativa. A reforma administrativa-territorial de 2024 extinguiu o município, com sua jurisdição sendo transferida para o novo município de Cazombo.